# Lutz Hagestedt
Lutz Hagestedt (* 1. Mai 1960 in Goslar) ist ein deutscher Germanist und Literaturwissenschaftler. Er ist Professor an der Universität Rostock.

## Leben
Hagestedt leistete nach dem Abitur 1981 in Goslar seinen Grundwehrdienst bei der Bundeswehr ab. Von 1983 bis 1988 studierte er Literaturwissenschaft, Geschichte, Philosophie und Deutsch als Fremdsprache an der Universität Bielefeld und der Ludwig-Maximilians-Universität München. 1994 wurde er in München als Stipendiat der Studienstiftung des deutschen Volkes mit der Dissertation Ähnlichkeit und Differenz. Aspekte der Realitätskonzeption in Ludwig Tiecks späten Romanen und Novellen zum Dr. phil. promoviert. 1994 wurde er Pressesprecher des Suhrkamp Verlages.
Von 1998 bis 2004 war er wissenschaftlicher Mitarbeiter an der Philipps-Universität Marburg. 2004 erfolgte die Habilitation mit der Arbeit Siegfried Unseld und die Suhrkamp-Kultur. Ein prosopographischer Beitrag zur Verlagsgeschichte und die nachfolgende Berufung zum Professor für Neuere und neueste deutsche Literatur an der Universität Rostock. Seit 2007 ist er Leiter des Instituts für Germanistik an der Philosophischen Fakultät ebendort.
Er nahm am Colloquium Neue Poesie teil und war beim Marburger Literaturforum in leitender Funktion tätig. Hagestedt ist Autor von Lexikonartikeln in: Kindlers Literatur Lexikon, Killy Literaturlexikon, Kritisches Lexikon zur deutschsprachigen Gegenwartsliteratur, Kritisches Lexikon zur fremdsprachigen Gegenwartsliteratur und derzeitiger Herausgeber des „Kosch“ (Deutsches Literatur-Lexikon. Das 20. Jahrhundert). Außerdem war er als Literaturkritiker für die Süddeutsche Zeitung und die Frankfurter Rundschau engagiert. Er war auch am Aufbau der Onlinezeitschrift literaturkritik.de beteiligt und wirkte als Redakteur für selbige. Hagestedt ist Mitglied mehrerer wissenschaftlicher Organisationen u. a. der Deutschen Schillergesellschaft und des Kempowski Archivs Rostock.
Er ist verheiratet.

## Auszeichnungen
- 1987: „ahnungsloseste Rezension des Jahres“ für Taube Nuß[1]

## Schriften (Auswahl)

### Autorenschaft
- Ähnlichkeit und Differenz. Aspekte der Realitätskonzeption in Ludwig Tiecks späten Romanen und Novellen. Belleville, München 1997, ISBN 3-923646-66-6.
- Das Genieproblem bei E. T. A. Hoffmann am Beispiel illustriert. Eine Interspretation seiner späten Erzählung „Des Vetters Eckfenster“ (= Reihe Theorie und Praxis der Interpretation, Band 2). Belleville, München 1999, ISBN 3-923646-82-8.
- mit André Kischel: Herr der Welt. Kommentierendes Handbuch zu Arno Schmidts „Schwarze Spiegel“. Mit einer Synopse der in den vierziger und fünfziger Nachkriegsjahren erschienenen Erzählprosa (= Reihe Theorie und Praxis der Interpretation, Band 8). Belleville, München 2009, ISBN 978-3-933510-40-2.

### Herausgeberschaft
- Paul Wühr – Materialien zu seinem Werk. Brehm, München 1987, ISBN 3-921763-94-0.
- Deutsches Literatur-Lexikon – das 20. Jahrhundert. Biographisch-bibliographisches Handbuch. ca. 35 Bände, De Gruyter, Berlin u. a. 1999 ff.
- Alles über den Künstler. Zum Werk von Robert Gernhardt. Fischer, Frankfurt am Main 2002, ISBN 3-596-15769-2.
- Die Lieblingsgedichte der Deutschen. Piper, München u. a. 2003, ISBN 3-492-23830-0.
- Ernst Jünger. Politik – Mythos – Kunst. De Gruyter, Berlin u. a. 2004, ISBN 3-11-018093-6.
- mit Joachim Unseld: Literatur als Passion. Zum Werk von Ernst-Wilhelm Händler. Frankfurter Verlagsanstalt, Frankfurt am Main 2006, ISBN 978-3-627-00019-6.
- Literatur als Lust. Begegnungen zwischen Poesie und Wissenschaft. Festschrift für Thomas Anz zum 60. Geburtstag (= Reihe Theorie und Praxis der Interpretation, Band 6). Belleville, München 2008, ISBN 978-3-936298-97-0.
- Walter Kempowski. Bürgerliche Repräsentanz, Erinnerungskultur, Gegenwartsbewältigung. De Gruyter, Berlin u. a. 2010, ISBN 978-3-11-021473-4.
- mit Patricia Fritsch-Lange: Hans Fallada. Autor und Werk im Literatursystem der Moderne. De Gruyter, Berlin u. a. 2011, ISBN 978-3-11-022712-3.
- mit Michael Hofmann: Uwe Johnson und die DDR-Literatur. Beiträge des Uwe-Johnson-Symposiums Klütz (= Reihe Theorie und Praxis der Interpretation, Band 5). Belleville, München 2011, ISBN 978-3-943157-06-2.